# 석관동
석관동(石串洞)은 서울특별시 성북구에 속한 행정동 및 법정동이다. 동쪽으로 중랑구 묵동, 서쪽으로 성북구 상월곡동, 남쪽으로 동대문구 이문동, 북쪽으로 성북구 장위동과 접하고 있다. 인접해 있는 천장산의 모양이 검정돌을 꽂아 놓은 것과 같다고 하여 돌곶이 마을이라고 부르던 것이 한자로 석관동(石串洞)이 되었다.
지하철 6호선 돌곶이역과 1, 6호선 석계역이 지나며, 조선 경종의 능인 의릉, 한국예술종합학교 등이 위치해 있다.

## 역사
- 조선시대 한성부 석관리
- 1911년 경기도 경성부 인창면 석관리
- 1914년 경기도 고양군 숭인면 석관리
- 1949년 성북구가 신설되면서 성북구에 편입
- 1950년 석관동으로 개칭
- 1975년 석관 1, 2동이 분동
- 2007년 12월 30일 석관동으로 통합[1]

## 문화재

### 사적
- 의릉 : 조선 제20대 왕 경종과 계비 선의왕후 어씨의 능이다.

### 등록문화재
- 의릉 구 중앙정보부 강당 : 대한민국의 등록문화재 제92호

## 교통
- 돌곶이역
- 석계역

## 아파트
| 단지명          | 건설사              | 시행사                           | 주소                  | 입주       | 비고             |
| --------------- | ------------------- | -------------------------------- | --------------------- | ---------- | ---------------- |
| 래미안 석관     | 삼성물산㈜ 건설부문 | 석관1구역 주택재개발정비사업조합 | 성북구 화랑로 214     | 2009년 6월 | 석관1구역 재개발 |
| 래미안 아트리치 | 삼성물산㈜ 건설부문 | 석관2구역 주택재개발정비사업조합 | 성북구 돌곶이로8길 22 | 2019년 2월 | 석관2구역 재개발 |